# Helicopsyche salika
Helicopsyche salika är en nattsländeart som beskrevs av Chantaramongkol och Malicky 1986. Helicopsyche salika ingår i släktet Helicopsyche och familjen Helicopsychidae. Inga underarter finns listade i Catalogue of Life.